# Crepis polytricha
Crepis polytricha là một loài thực vật có hoa trong họ Cúc. Loài này được (Ledeb.) Turcz. mô tả khoa học đầu tiên năm 1838.